# Luigi Ganna
Luigi Ganna (1 de dezembro de 1883, Induno Olona - 2 de outubro de 1957) foi um ciclista profissional italiano. Foi o vencedor da primeira versão do Giro d'Italia.

## Resultados nas Grandes Voltas
| Carrera         | 1907 | 1908 | 1909 | 1910 | 1911 | 1912 | 1913 | 1914 |
| --------------- | ---- | ---- | ---- | ---- | ---- | ---- | ---- | ---- |
| Giro d'Italia   | X    | X    | 1º   | 3º   | Ab.  | Ab.  | 5º   | Ab.  |
| Tour de France  | Ab.  | 5º   | Ab.  | -    | -    | -    | -    | -    |
| Volta a Espanha | X    | X    | X    | X    | X    | X    | X    | X    |